# Martinus Willem Beijerinck
Martinus Willem Beijerinck (16 martie 1851 – 1 ianuarie 1931) a fost un microbiolog și botanist neerlandez. Născut în Amsterdam, Beijerinck aa studiat la Școala Tehnică din Delft, unde a primit gradul de inginer chimic în 1872. A obținut doctoratul în sțiință de la Universitatea din Leiden în 1877.